# Distrito electoral 17 (Nebraska)
El distrito electoral 17 (en inglés: Precinct 17) es un distrito electoral ubicado en el condado de Cedar en el estado estadounidense de Nebraska. En el Censo de 2010 tenía una población de 98 habitantes y una densidad poblacional de 1,05 personas por km².

## Geografía
El distrito electoral 17 se encuentra ubicado en las coordenadas 42°28′30″N 97°18′57″O / 42.47500, -97.31583. Según la Oficina del Censo de los Estados Unidos, el distrito electoral 17 tiene una superficie total de 93.34 km², de la cual 93.28 km² corresponden a tierra firme y (0.06%) 0.06 km² es agua.

## Demografía
Según el censo de 2010, había 98 personas residiendo en el distrito electoral 17. La densidad de población era de 1,05 hab./km². De los 98 habitantes, el distrito electoral 17 estaba compuesto por el 98.98% blancos y el 1.02% pertenecían a dos o más razas. Del total de la población el 1.02% eran hispanos o latinos de cualquier raza.